# Jean Borremans
Jean Louis Ghislain Borremans (Kasteelbrakel, 14 mei 1911 - Brussel, 8 februari 1968) was een Belgisch politicus voor de Kommunistische Partij van België.

## Levensloop
Borremans groeide op in een arbeidersgezin. Na zijn lagere school werd hij actief in de bouwsector, als metser en vloerenlegger, een beroep dat hij ook in Frankrijk uitoefende. In 1933 vervulde hij zijn militaire dienst.
In 1926 werd hij actief bij de Jeunes Communistes (JC) en werd lid van het centraal comité van deze jongerenvereniging, tot de fusie met de Socialistische Jonge Wacht. In 1935 werd hij secretaris van de PCB-federatie van het arrondissement Nijvel. Het jaar nadien trad hij toe tot het Centraal Comité van de PCB. Bij de verkiezingen van 1939 werd Borremans voor het arrondissement Nijvel verkozen in de Kamer van volksvertegenwoordigers.
Na de Achttiendaagse Veldtocht en de Duitse bezetting van België in mei 1940 werd Borremans verantwoordelijk voor de heropbouw van de partij in de regio's Centre en Thudinië. Nadat de Duitsers de Sovjet-Unie binnenvielen, werd hij in juni 1941 als onderdeel van Operatie Sonnenwende door de Gestapo gearresteerd in zijn woning in Tubeke. Hij werd tien dagen opgesloten in de gevangenis van Sint-Gillis en zat daarna drie maanden in het  Fort van Breendonk. Nadien werd hij samen met Jules Vanderlinden, de KPB-partijverantwoordelijke van het arrondissement Brussel, gedeporteerd naar het concentratiekamp van Neuengamme. Elf maanden later kwam hij ziek in het kamp van Dachau terecht, alwaar hij verantwoordelijk was voor de werking van het clandestien internationaal comité, dat in het kamp verzetsdaden verrichtte. Aan mishandelingen tijdens zijn gevangenschap hield Borremans een blind oog en een doof oor over. Eind april 1945 werd hij bevrijd door het Amerikaanse leger en twee maanden later werd hij teruggebracht naar België. Na de oorlog was hij tot aan zijn dood als ondervoorzitter of voorzitter verbonden aan verschillende organisaties die oud-gevangenen van Dachau met elkaar verenigden.
Na de oorlog werd Borremans een van de leidende figuren binnen de PCB en in 1946 werd hij lid van het Politiek Bureau van de partij. Bij de verkiezingen in februari dat jaar behaalde de PCB een grote overwinning in het arrondissement Nijvel en werd Borremans herkozen in de Kamer. Tijdens de regeringsdeelname van de communisten in de regering-Van Acker III en de regering-Huysmans was hij van maart 1946 tot maart 1947 minister van Openbare Werken. In maart 1947 stapten de communistische ministers op uit onvrede met het steenkoolbeleid van de regering en werd Borremans opnieuw Kamerlid. In deze hoedanigheid verzette hij zich tegen het steeds vijandiger wordende houding tegenover de communisten als gevolg van de Koude Oorlog, ontfermde hij zich over fiscale dossiers en klaagde hij de uitzetting van buitenlandse verzetsstrijders aan, die veelal communistisch gezind waren. Bij de verkiezingen van 1949 verloor hij zijn Kamerzetel, maar van 1950 tot 1954 was hij nogmaals volksvertegenwoordiger.
In november 1947 werd Borremans benoemd tot nationaal secretaris van de PCB en in 1951 werd hij voorzitter van de Commissie Politieke Controle binnen de partij. Nadat de PCB bij de verkiezingen van 1954 opnieuw een nederlaag had geleden, werd op het Congres van Vilvoorde in december dat jaar beslist om een nieuwe, meer gematigde partijleiding te installeren, waarna Borremans vrijwillig zijn kaderfuncties binnen de partij ter beschikking stelde. Vervolgens werd hij werkzaam in het commercieel bedrijf dat zijn echtgenote had opgericht. Borremans was ook nog actief in de lokale politiek: in 1964 werd hij op een kartellijst met de socialisten verkozen tot gemeenteraadslid van Kasteelbrakel, hetgeen hij bleef tot aan zijn dood in 1968.
In februari 1968 kwam Borremans vroegtijdig te overlijden aan de gevolgen van zijn gevangenschap in de concentratiekampen, waaraan hij tuberculose had overgehouden.